# Frankie Edgar
Frank James Edgar, (født 16. oktober 1981 i Summit i New Jersey i USA), er en amerikansk MMA-udøver som siden 2007 konkurrer i organisationen Ultimate Fighting Championship hvor han mellem april 2010 og februar, 2012 var mester i letvægt. Han har bemærkelsesværdige sejre mod tidligere verdensmestre Sean Sherk, Hermes França, B.J. Penn (x3), Urijah Faber såvel som fjervægt-udfordrerne Cub Swanson (x2) og Chad Mendes. Den 5. marts, 2018, var Edgar rangeret som #3 fjervægtskæmper. Hans eneste nederlag i karrieren har været mod mestre eller titeludfordrere. 

## Tidlige liv
Født og opvokset i Toms River i New Jersey med forældrene Frank og Mary Annese. Frankie Edgar gik på Toms River High School East og kom hele vejen til New Jersey state championship-turneringen ved tre lejligheder. Han deltog i NHSCA Senior Nationals og kom på anden pladsen da han færdiggjorde high school. Han fortsatte med at bryde på Clarion University of Pennsylvania, hvor han kvalificerede sig til alle nationale turneringer, de fire år han gik der. Edgar er også assistenttræner på Rutgers University-brydehold. Frankie er af italiensk afstamning, med en italiensk-født mor, stedfar og bedsteforældre, men han er også tyske forfædre på sin biologiske fars side.

## Mixed martial arts career
Efter at have beskæftiget sig med brydning i college begyndte Edgar at træne MMA i 2005. Han debuterede som professionel MMA-kæmper i den 10. juli, 2005 mod Eric Uresk på Underground Combat League i New York, som han vandt over på på TKO i 1. omgang.

### Ultimate Fighting Championship
Efter at have vundet sine fem første kampe deltog Edgar i udtagningerne til 5. sæson af Tv-serien The Ultimate Fighter. Edgar blev ikke udtaget men han blev senere tilbudt en kamp mod Tyson Griffin på UFC 67 den 3. februar 2007. Det var Edgars første kamp i UFC og han vandt kampen via enstemmig aføgrelse. Han vandt seks af sine syv første kampe i organisationen og det eneste nederlag var til Gray Maynard via enstemmig afgørelse, den 2. april, 2008 på UFC Fight Night: Florian vs. Lauzon.
Den 10. april 2010 mødte Edgar den regerende mester B.J. Penn i en titelkamp i letvægt på UFC 112. Edgar vandt kampen via enstemmig afgørelse og blev organisationens fjerde mester i letvægt. Han besejrede igen Penn via enstemmig afgørelse i en titelkamp på UFC 118 den 28 august 2010. I Edgars andet titelforsvar mødte han Gray Maynard på UFC 125 den 1. januar, 2011. Efter at kampen havde gået samtlige fem omgange dømte dommerne den uafgjort. De mødtes igen i en revanchekamp 8. oktober 2011 på UFC 136 og Edgar vandt kampen via KO (slag) i 4. omgang.
Den 25. februar 2012 mødte han Benson Henderson på UFC 144. Henderson vandt kampen via enstemmig afgørelse og blev dermed ny mester i organisationen. De mødtes igen på UFC 150 den 11. august, 2012. Henderson vandt endnu engang på dommerstemmerne, denne gang på split decision.
Edgar valgte herefter at gå ned i fjervægt og møde den regerende mester i vægtklassen, José Aldo i en titelkamp. Aldo vandt kampen via enstemmig afgørelse.
Edgar mødte Charles Oliveira den 6. juli, 2013 på UFC 162 i sin første ikke-titel-kamp siden 2009. Edgar vandt kampen via enstemmig afgørelse og kom igen på vindersporet efter 3 tabte kampe i træk. Begge kæmpere mod Fight of the Night-prisen for deres præstation.
Efter at have vundet 5 sejre i træk i 2013–2015 blev det i slutningen af 2016 offentliggjort at Edgar igen skulle møde den tidligere mester José Aldo i en kamp om interimtitlen i fjervægt på UFC 200. Aldo via enstemmig afgørelse.
Den 12. november 2016 mødtes Edgar og Jeremy Stephens på UFC 205. Edgar vandt kampen via enstemmig afgørelse. På UFC 211 den 13. maj 2017 besejrede han Yair Rodríguez via TKO i 2. omgang.
Edgar og Brian Ortega mødtes på UFC 222 den 3. marts 2018 og Ortega vandt kampen via knockout i 4. omgang.
Den 21. april 2018 mødtes Edgar og Cub Swanson på UFC Fight Night: Barboza vs. Lee i en kamp som Edgar vandt via enstemmig afgørelse.

## Privatliv
Edgar og hans kone, Renee, blev gift 10 dage efter UFC Fight Night 13. Parret har to sønner— Francesco, født i januar 2009, og Santino James, født i maj 2010. De har også en datter ved navn, Valentina, født i juni 2014.
Edgar bor i Toms River i New Jersey.
Edgar var kæmper i True Life: I'm a Mixed Martial Artist op til sin kamp mod Maynard. Edgar optræder i alle 3 "UFC Undisputed" videospil (2009, 2010, UFC Undisputed 3) og også i EA Sports UFC , EA Sports UFC 2 og EA Sports UFC 3.
Edgar var ringsidekommentator i 3. udgave af Brave Combat Federation i Curitiba Brasilien.